# کولیتوز
کولیتوز (به انگلیسی: Colitose) با فرمول شیمیایی C6H12O4 یک ترکیب شیمیایی است. که جرم مولی آن ۱۴۸٫۱۵ گرم بر مول می‌باشد. 